# George Rochester
George Dixon Rochester (* 4. Februar 1908 in Wallsend, North Tyneside; † 26. Dezember 2001) war ein britischer Experimentalphysiker, der sich mit Kern- und Elementarteilchenphysik befasste. 1947 entdeckte er mit Clifford Charles Butler Seltsame Teilchen.
Rochester, der Sohn eines Schmieds, studierte Physik bis zur Promotion an der Newcastle University (damals Armstrong College der Durham University) und war als Post-Doktorand ein Jahr an der Universität Stockholm (als Earl Grey Fellow) und zwei Jahre an der University of California, Berkeley (als Commonwealth Fellow). Danach ging er als Assistant Lecturer an die Universität Manchester, an der er unter Patrick Blackett eine eigene Gruppe in experimenteller Elementarteilchenphysik leitete und 1953 Reader wurde. Ab 1955 war er Professor an der Durham University, an der er 1967 bis 1970 einer der beiden Pro-Vice-Chancellor war und 1973 emeritiert wurde.
Rochester und Butler entdeckten Seltsame Teilchen (das heißt Teilchen mit Strange-Quark) als neue schwere instabile Teilchen in einigen von mehreren tausend Blasenkammeraufnahmen kosmischer Strahlung 1946/1947. Sie wurden damals V-Teilchen genannt, eine Bezeichnung, die heute nicht mehr gebräuchlich ist und von der V-Form der Bilder in der Blasenkammer stammte. Rochester und Butler entdeckten auch, dass es von ihnen Mesonen (K-Meson oder Kaon) und Baryonen (Hyperonen) gab. Zuerst entdeckten sie das neutrale Kaon als neutrales Teilchen mit etwa der tausendfachen Masse des Elektrons (1946). Zur genaueren Untersuchung zogen sie mit ihrer Blasenkammer auf den Pic du Midi de Bigorre in den französischen Pyrenäen, wo der Fluss kosmischer Strahlung höher war. Bestätigt wurde die Entdeckung durch eine Gruppe am Caltech unter Carl D. Anderson. Ihre Entdeckung zeigte, dass der „Zoo der Elementarteilchen“ und speziell der Hadronen sehr viel komplexer war als bis dahin angenommen. Die Beobachtung wurde zunächst durch Abraham Pais als eine Paarerzeugung neuer Teilchen erklärt, und deren relative  Langlebigkeit durch die Trennung der Partner, die jeweils eine neue Quantenzahl trugen (Strangeness, eingeführt von Murray Gell-Mann und  Kazuhiko Nishijima).
Ab 1958 war Rochester Fellow der Royal Society. Das noch von ihm geplante und 1997 eingeweihte Physikgebäude an der University of Newcastle (Durham) sowie die jährliche Rochester Lecture über neue Entwicklungen in der Physik sind nach ihm benannt.
Er war seit 1938 mit Idaline Bayliffe verheiratet, die wenige Tage nach ihm starb. Das Paar hatte einen Sohn und eine Tochter.